# Analcidometra armata
Analcidometra armata is een haarster uit de familie Colobometridae.
De wetenschappelijke naam van de soort werd in 1869 gepubliceerd door Louis François de Pourtalès.